# Edward Szymkowiak
Edward Szymkowiak   (Szopienice, 13 de febrer de 1932 - Bytom, 28 de gener de 1990) és un exfutbolista polonès de la dècada de 1950.
Fou 53 cops internacional amb la selecció polonesa amb la qual participà en els Jocs Olímpics d'Estiu de 1952 i als Jocs Olímpics d'Estiu de 1960. Pel que fa a clubs, defensà els colors de Ruch Chorzów, Legia Varsòvia i Polonia Bytom.

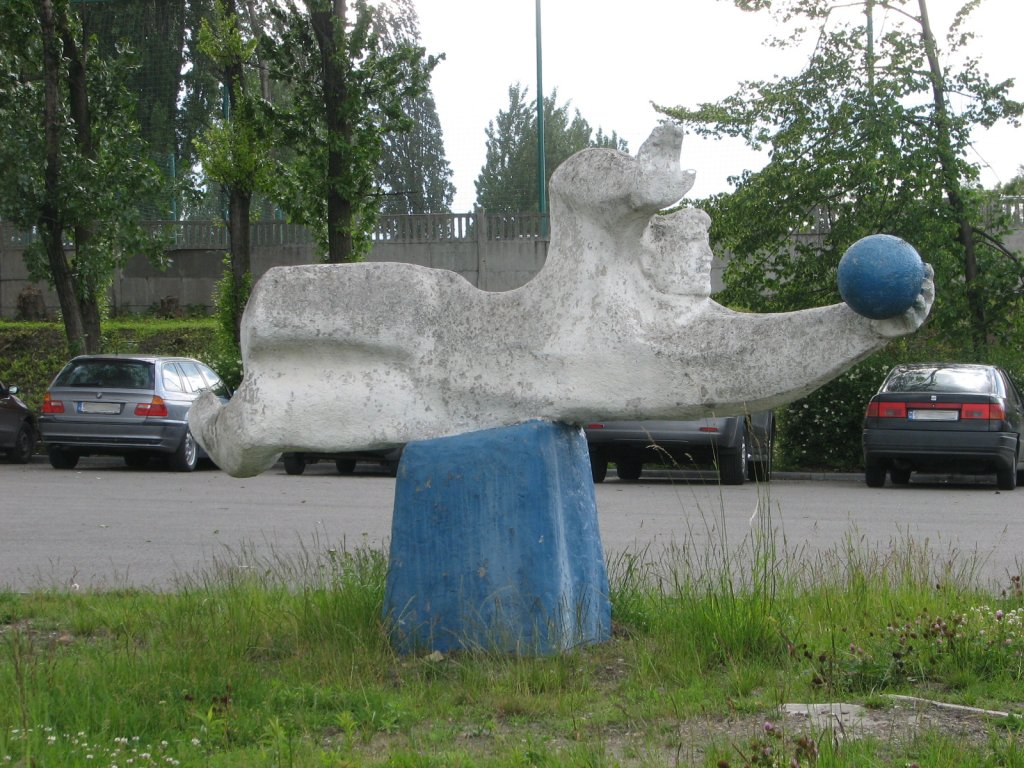
Monument a Edward Szymkowiak a l'entrada de l'estadi Polonia Bytom.

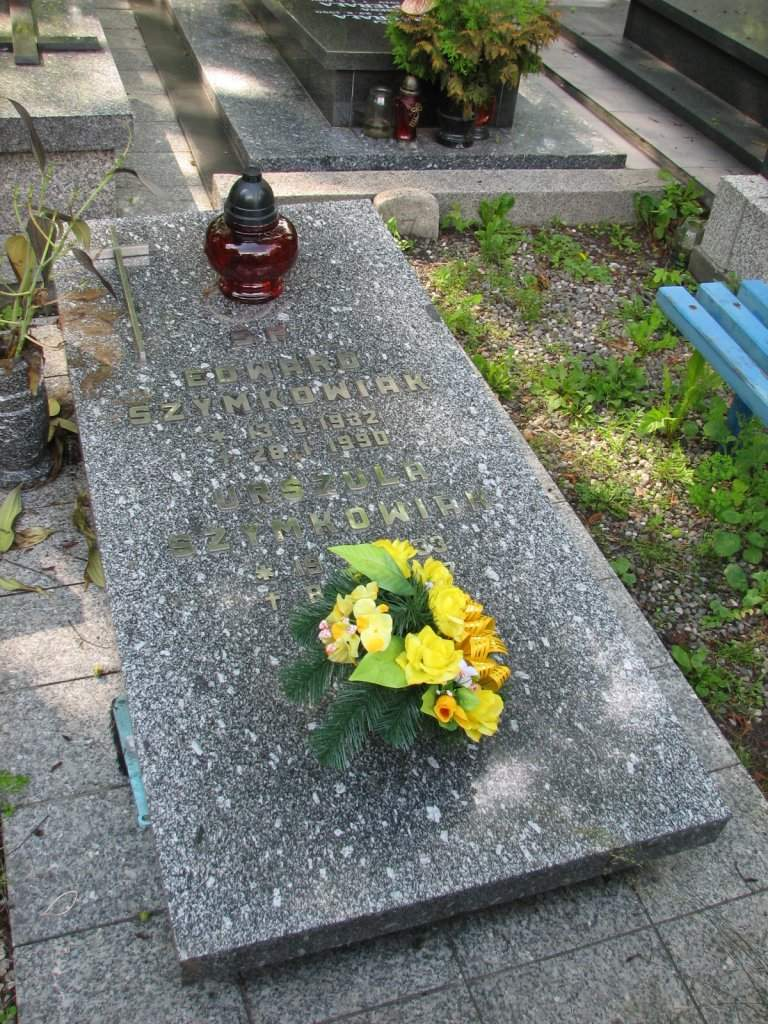
Tomba d'Edward Szymkowiak.

## Palmarès
Ruch Chorzów
- Copa polonesa de futbol: 1951
- Lliga polonesa de futbol: 1952

Legia Varsòvia
- Lliga polonesa de futbol: 1955, 1956
- Copa polonesa de futbol: 1955, 1956

Polonia Bytom
- Lliga polonesa de futbol: 1962
- Copa Intertoto de la UEFA: 1965
- International Soccer League: 1965